# 皮草
皮草也叫皮衣，是用動物的毛皮所製成的服裝。毛皮是最原始的服装材料，几千年后的今天仍然是备受时装设计师广泛使用的原材料之一。世界各地约70%的时装展可找到皮草的踪影。人喜爱皮草，因为它温暖而奢侈，也有更多人从动物权利的角度抵制皮草，认为皮草的生产对动物残忍，不道德。更有動物因為毛皮的價值而被捕殺，因此國際上已有知名品牌，表明拒絕使用動物毛皮作為時裝材料，並表示現今技術已有更佳的代替品取代動物毛皮，無必要因為毛皮而殘害動物。

## 名稱流變
“皮草”一詞的由來，有兩種說法。一說源於清朝末年民國初年的舊上海，當時的俄羅斯毛皮店在夏天也出售草蓆，因此叫“皮草行”，這個名字後來流傳到了廣東，演變成了把毛皮稱為皮草。另一種說法是在當時的上海和廣東，皮草用於形容毛皮上的底絨及槍毛很豐盈，就像青草一樣茂密，故得此名。

## 歷史

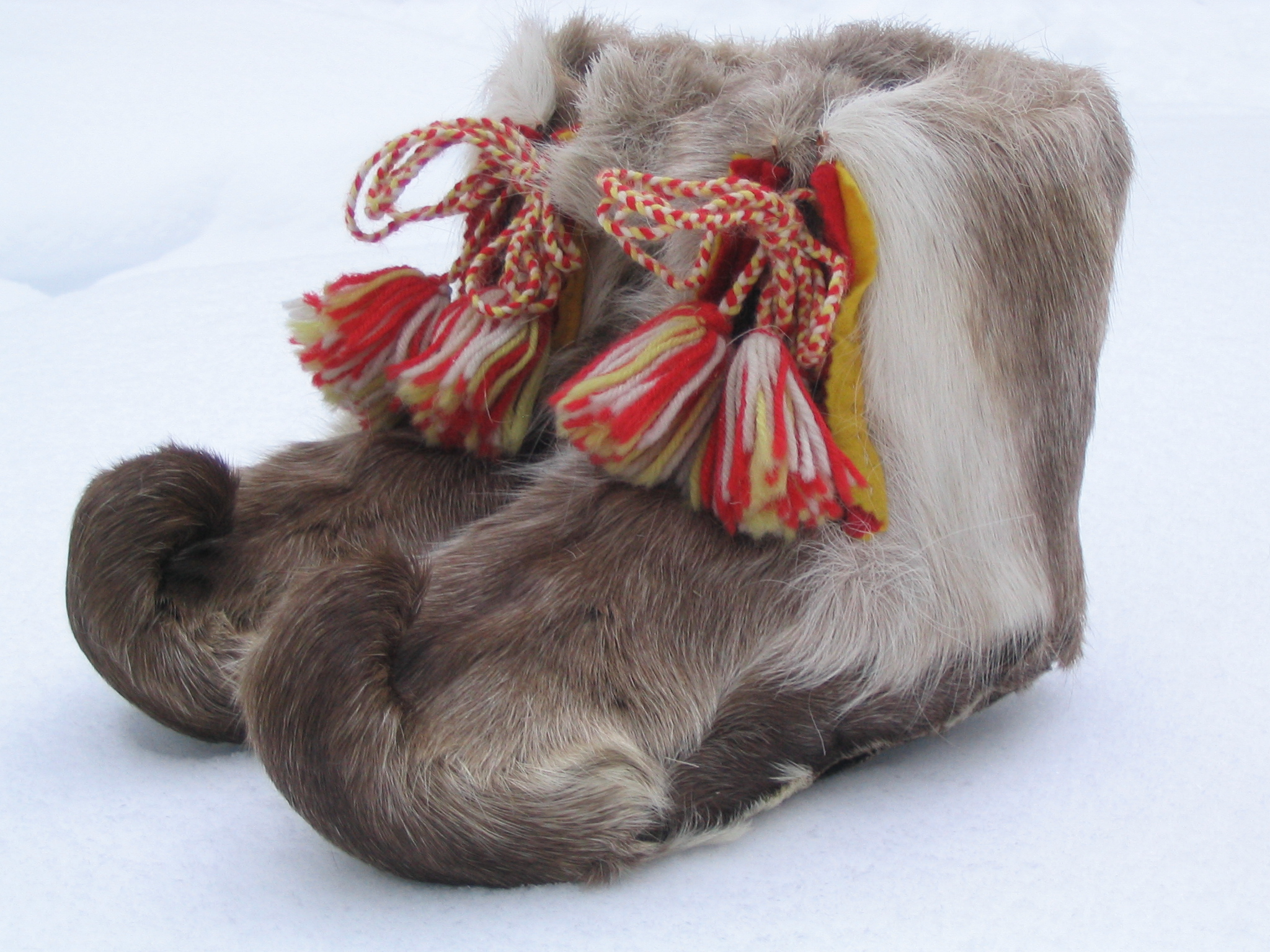
薩米人的皮毛鞋

毛皮是人類最早用來做衣服的材料之一。可以回溯到史前人類，具體什麼時候開始不得而知，但考古資料顯示尼安德特人和智人都是用過動物毛皮來做衣服。因為其超級保暖和耐用，毛皮在寒冷的地區很受歡迎，如北歐、俄羅斯、日本、加拿大。毛皮發展至今，全賴時裝設計師的創意，以及縫製師革新的剪裁技術，令皮草顯得更輕盈，更時尚，且配搭變化多端。在溫暖如亞熱帶地區，皮草也可盡情發揮其魅力。如今世界各地已約有70%的時裝展可找到皮草的設計，市場需求持續增加。

## 皮草貿易的爭議與抵制
多個知名時裝品牌及著名設計師都先後宣布全面停用動物毛皮製作皮草。
20世紀八九十年代反皮草運動在發達國家達到高峰，许多名人也参与其中。善待動物組織等動物保護組織呼籲用合成纖維代替毛皮。他们称皮草贸易使许多野生动物面临人类的捕杀，在饲养用于取皮的动物时，采用的饲养和杀戮方式使动物遭受很大的痛苦。比如加拿大的海豹捕杀业就在近年一直遭受抵制。現今世界平均每分鐘就有一隻動物因為毛皮而失去生命，在先進國家穿著皮草已被視為不文明，而且處理皮草的化合物會造成不可逆的污染。

### 皮草的非法活動
動物毛皮因為被用作皮草製品，導致稀有的動物被獵殺，甚至面臨絕種。國際上已有很多國家禁止珍貴動物毛皮的貿易，但依然有不法活動獵殺動物及走私皮草。香港雖然已有保護瀕危動植物物種條例，但仍有走私稀有動物毛皮的不法活動。

## 相關
- 皮草貿易
- 善待動物組織

## 外部連結
- 裘皮、毛皮、皮草詞彙的由來
- 皮草保養知識